# Bessastaðir
Bessastaðir è la residenza ufficiale del Presidente della Repubblica d'Islanda, a Álftanes, a circa 15 km da Reykjavík, la capitale dell'Islanda.

## Storia
La penisola su cui risiede Bessastaðir è stata occupata sin dall’anno 1000. È nota per essere stata una delle residenze di Snorri Sturluson. Dopo la sua uccisione, nel settembre 1241, Bessastaðir fu rivendicato dal re di Norvegia. Successivamente divenne una roccaforte reale e residenza di ufficiali di alto rango del re e di vari funzionari in Islanda. Resistette anche a un attacco da parte di razziatori ottomani di schiavi nel mese di luglio 1627. 
Per secoli è stato la sede della scuola più importante dell'Islanda, la Latínuskólinn (scuola latina), dopo di che divenne una fattoria fino al 1944, quando fu donata al Presidente della Repubblica.
Il luogo prende il nome da Sigurður Jónasson Bessastaðir che acquistò la tenuta nel 1940.

## Galleria d'immagini

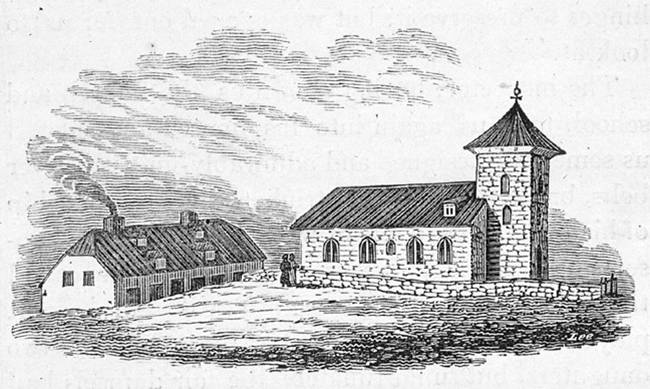
Bessastaðir nel 1834
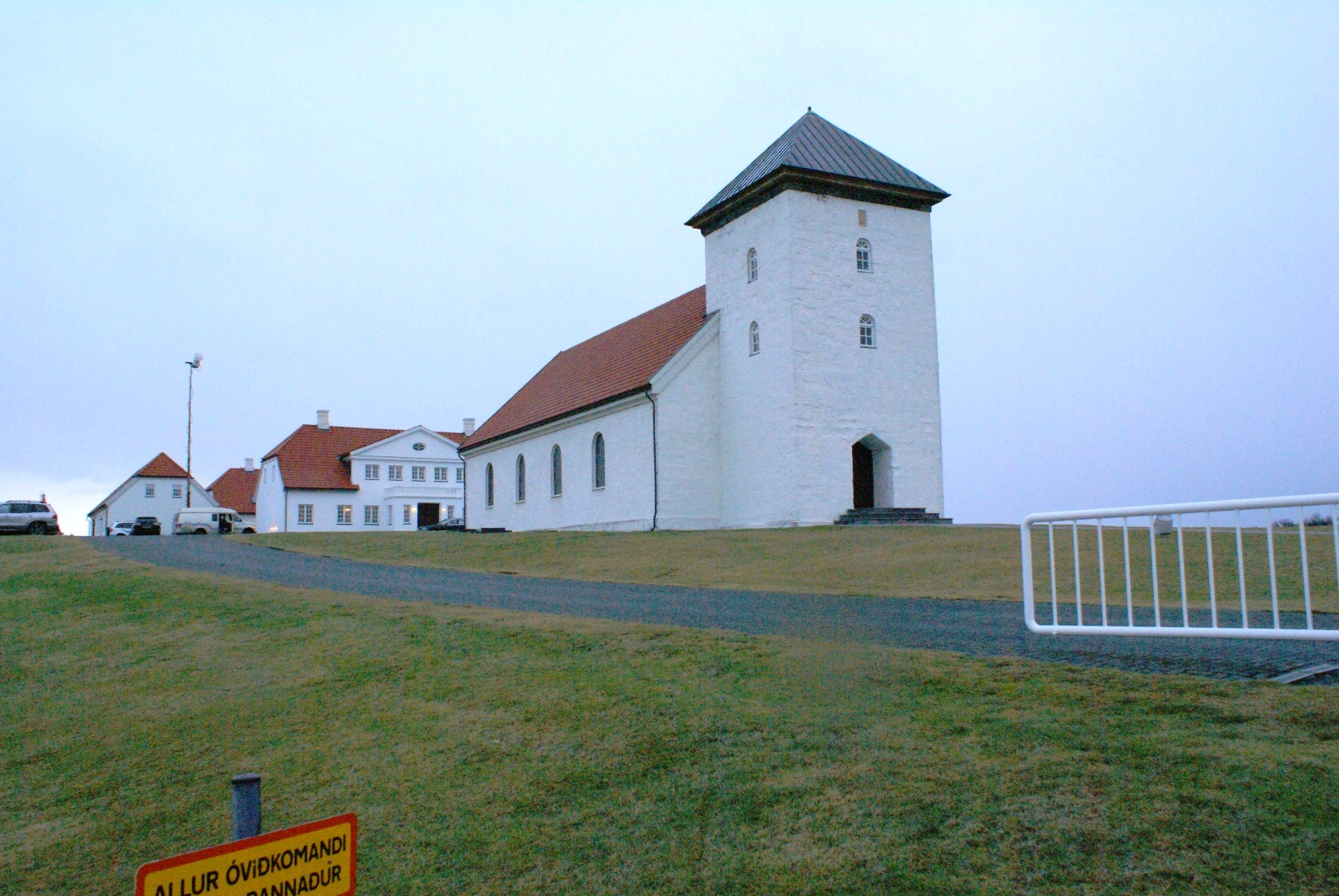
Vista laterale